# L'Électron libre
Pour plus de détails, voir Fiche technique et Distribution.
L'Électron libre est un film français réalisé par Marie Donnio en 2000.

## Fiche technique
- Réalisation : Marie Donnio
- Durée : 57 minutes

## Distribution
- Olivier Brun : Hugues
- Marie Donnio : Muriel
- Jeanne Savary : Florette
- Patrick Albenque : Vincent
- Alain Guillo : Stéphane